# André Christovam Trio - Live in POA with Hubert Sumlin
| Críticas profissionais | Críticas profissionais |
| Avaliações da crítica  | Avaliações da crítica  |
| Fonte                  | Avaliação              |
| ---------------------- | ---------------------- |
| Galeria Musical        | [ 1 ]                  |

André Christovam Trio - Live in POA with Hubert Sumlin é um álbum ao vivo lançado em 06 de fevereiro de 2010 sob o selo "Substancial Music", sendo o primeiro e único álbum da parceria entre os músicos André Christovam e Hubert Sumlin. Foi gravado ao vivo em Porto Alegre durante o Festival Natu Nobilis de 2002.

## Faixas
| N.º | Título                                  | Compositor(es)  | Duração |  |
| 1.  | "Healing and Feeling"                   | Hubert Sumlin   | 4:48    |  |
| 2.  | "Worried About My Baby"                 | Chester Burnett | 2:58    |  |
| 3.  | "Killing Floor"                         | Chester Burnett | 5:06    |  |
| 4.  | "Another Mule"                          | Hubert Sumlin   | 4:28    |  |
| 5.  | "Who's Been Talking (Ft. Coco Montoya)" | Chester Burnett | 10:11   |  |
| 6.  | "Evil (Ft. Big Time Sarah)"             | Chester Burnett | 2:43    |  |
| 7.  | "Red Rooster"                           | Willie Dixon    | 5:27    |  |
| 8.  | "Fit Me"                                | Hubert Sumlin   | 6:09    |  |
| 9.  | "Sitting on Top of the World"           | Chester Burnett | 6:47    |  |

## Créditos Musicais
- Hubert Sumlin - Guitarra e voz
- André Christovam - Guitarra e voz
- Fabrício Zaganin - Baixo elétrico
- Mario Fabri - Bateria

convidados
- Coco Montoya - Guitarra (Faixa 5: "Who's Been Talking")
- Big Time Sarah - Voz (Faixa 6: "Evil")